# Układ z Plombières
Układ z Plombières – tajny układ między premierem Królestwa Sardynii Camillem Cavourem, a Napoleonem III zawarty 12 lipca 1858 roku  w miejscowości Plombières-les-Bains. Na mocy tego układu, Francja miała wziąć udział, wraz z królestwem Piemontu, w wojnie z Austrią. Po zwycięstwie Piemont miał otrzymać Lombardię i Wenecję, a także utworzyć federację na czele z Wiktorem Emanuelem II, a Francja miała otrzymać Niceę i Sabaudię.